# バビ・ヤール
- バビ・ヤール
- バービー・ヤール

バビ・ヤール (ウクライナ語: Бабин Яр, ロシア語: Бабий Яр, 英: Babii Yar) は、ウクライナの首都キーウにある峡谷である。キーウの現クレニーウカ、ルキヤーニウカ、およびスィレーツィ地区の接する辺り、キリスト教の聖キリル修道院近くに位置する。
第二次世界大戦（独ソ戦）でソビエト連邦に侵攻したナチス・ドイツによるユダヤ人虐殺（ホロコースト）の舞台になったことで知られる。

## スィレーツィ強制収容所
1941年9月29日から30日にかけて、ナチス・ドイツ親衛隊の特別部隊（アインザッツグルッペン）などドイツからの部隊、地元の協力者、ウクライナ警察により、3万3771人のユダヤ人市民がこの谷に連行され、殺害された。「バビ・ヤール大虐殺」はホロコーストにおいて1件で最大の犠牲者を出した虐殺と見なされている。9月末の虐殺の後も、数多の市民がバビ・ヤールへ連行され、銃殺された。推計では第二次世界大戦中にナチスによっておよそ10万人がバビ・ヤールで殺害され、その大多数が市民であり、またその多くがユダヤ人であった。

## 歴史
バビ・ヤール渓谷が史料に初めて登場するのは1401年のドミニコ会修道院とある老女（ババ）との商取引の記録である。その後軍の宿営地や墓地など様々な目的に使用された。墓地としては少なくとも正教会の墓地とユダヤ人墓地があり、後者は1937年に公式に閉鎖された。

## ナチスの占領
1941年9月19日、45日間にわたるキーウ包囲戦の後、ドイツ軍第29軍団がキーウ市に入城した。キーウの占領は1943年11月6日まで続いた。

### 1941年9月29日の虐殺
9月26日、ドイツ軍への攻撃の報復として、軍政長官フリードリヒ・ゲオルク・エバーハルト少将および親衛隊大将フリードリヒ・イェッケルン等によって、キーウの全ユダヤ人の殺害が決定された。バビ・ヤール大虐殺を始めとする1941年夏から秋のウクライナ各地での弾圧には親衛隊アインザッツグルッペ（特別行動隊）Cがあたったが、虐殺決定の場には、アインザッツグルッペCの司令官、親衛隊少将オットー・ラッシェおよびその配下のゾンダーコマンド4aの司令官、親衛隊大佐パウル・ブローベルも加わっていた。
バビ・ヤール大虐殺の実行は、フリードリヒ・イェケルン総指揮の下、ブローベル率いるゾンダーコマンド4aがあたった。この部隊はSD（警護部隊）および治安警察（Sipo）、武装親衛隊の特別任務大隊第3中隊、そして警察第9大隊からの小隊から構成されていた。また警察第45大隊、第305大隊およびウクライナ警察の支援も受けていた。ベッサー少佐率いる警察第45大隊は、親衛隊の支援のもとユダヤ人の殺害にあたり、ウクライナ警察はユダヤ人をかき集め、峡谷へ向かわせる任にあたった。

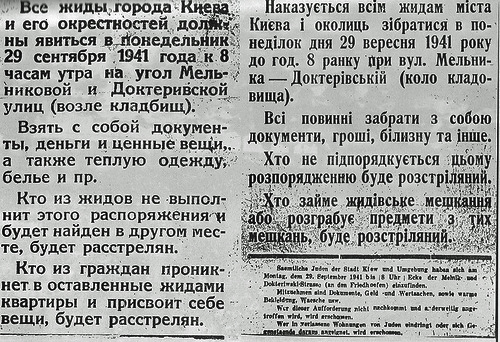
1941年9月28日の通告（ロシア語、ウクライナ語、ドイツ語）

9月28日、キーウ市内にロシア語、ウクライナ語、ドイツ語によるビラが張り出され、キーウ市内および周辺の全ユダヤ人に対して、翌29日午前8時に墓地近くのメルニコフ通りとドクテリフスキー通りの交差点への出頭が命じられた。また出頭せず他所で発見されたユダヤ人、およびユダヤ人の住居に侵入する者、その所有品を横領する者は銃殺されることが通告された。
これに応じて3万人を越えるユダヤ系キーウ市民が墓地近くに集合した。アインザッツグルッペ隊長報告などによれば、ユダヤ人たちは列車に乗せられて強制移住させられるものと考えていたようである。目撃者の証言によれば、ユダヤ人たちは服を脱ぐように指示され、ウクライナ警察の誘導に従って、順番に手荷物、貴重品、コート、靴、上着、下着などをそれぞれ指定の場所に置かされた。抵抗すれば殴られ、最終的に10人ずつの集団でバビ・ヤール峡谷のへりに立たされ、銃殺された。人数が多く、またアインザッツグルッペの組織力のために、人々が事態に気付いた時には既に遅かったという。兵士たちは夕方には峡谷の壁を切り崩して死体を埋めた。
著名なホロコースト証言者エリー・ヴィーゼルによる証言
アインザッツグルッペの報告書によれば、9月29日と30日の2日間にバビ・ヤールにて3万3771人が機関銃の射撃によって組織的に銃殺された。また、記録写真の撮影を命じられた宣伝中隊(PK)637のカメラマンであったヨハネス・ヘーレ(Johannes Hähle)は、未提出の撮影したカラー写真フィルムを他の任務での余剰フィルムと一緒に自宅に保管していた。ヘーレは戦死したが、未亡人が戦後に政府機関に売却して世に知られるようになった。

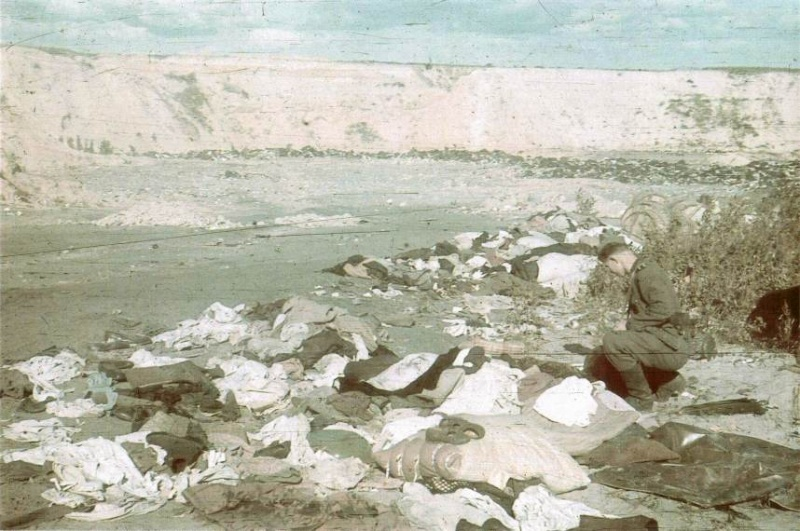
犠牲者の所持品を漁る親衛隊の兵士(ヨハネス・ヘーレ撮影)

#### 生存者
この虐殺の中を生き延びたわずかな生存者の一人に、キーウの人形劇場の女優ディナ・プロニチェワがいた。彼女は撃たれる直前に自ら谷に飛び下り、死体の山の中で死んだ振りをすることで難を逃れた。兵士がまだ息のある負傷者にとどめの弾丸を撃ち込み、土で死体を埋める間も息を潜めてやりすごし、夜になって闇の中を土の中からはい出して逃げたという。後に彼女はアナトリー・クズネツォフに対してその経験を語り、クズネツォフのドキュメンタリー小説『バビ・ヤール』に収められた彼女の証言は頻繁に引用されるものとなっている。

### その後の虐殺
バビ・ヤール峡谷での虐殺はその後も続いた。ロマの人々も連行され、バビ・ヤールで殺害された。イワン・パヴロフ精神病院の患者はガス殺され、遺体は峡谷に投げ込まれた。その他にもウクライナ民族主義者組織のメンバー621人や前キーウ市長ウラジミール・バハジー、活動家など数多のウクライナ市民がバビ・ヤールで殺害された。
また、ナチスの占領中、バビ・ヤールにはシレツ強制収容所が建てられた。共産主義者やソヴィエト連邦の捕虜、パルチザンなどが収容され、殺害された。1943年2月18日にはドイツ空軍のサッカーチームとの試合に勝ったディナモ・キエフの3人の選手がシレツ強制収容所で殺害されたと信じられていたが確固たる証拠は存在しない(「死の試合」)。推計ではこの強制収容所で2万5千人が死亡した。

### 隠蔽工作と収容者の反乱
キーウ撤退の直前、ナチスはその残虐行為を隠蔽しようとした。バビ・ヤール大虐殺の指揮にも当たっていたパウル・ブローベルが隠蔽のための1005作戦に当たった。
1943年8月から9月にかけての6週間、300人以上の鎖につながれた囚人が遺体を掘り出し焼却する作業に従事させられた。焼却炉は地元の人たちが設置した墓石を用いて建設したという。焼却後の灰は付近の農地に撒かれた。この作業中、囚人の一部は武装するために作業道具や金属片などを密かに集め、遺体から錠を開けるための鍵を入手することにも成功した。
1943年9月29日の夜、収容所の解体作業に乗じて囚人たちは蜂起した。15人が逃亡に成功したが、残りの311人の囚人は殺害された。逃亡者の一人、ウラジミール・ダフィドフは後にニュルンベルク裁判で証人となった。

### 犠牲者の数
ナチスの占領期間におけるバビ・ヤールでの犠牲者数の推計には差がある。1946年、ニュルンベルク裁判においてソ連の検察官L. N. スミルノフは、ソビエト連邦最高会議幹部会幹部の法令によって設置されたナチスの犯罪検証のための特別委員会 (Чрезвычайная Государственная Комиссия) の資料をもとに、およそ10万の遺体がバビ・ヤールの谷にあったとした。遺体焼却に強制的に従事させられた人々の証言によれば、その数は7万から12万の間であった。
アナトリー・クズネツォフは、イスラエルのジャーナリスト・作家であるシャロモ・エヴン＝ショーシャンにあてた手紙（1965年5月17日付け）の中で、バビ・ヤールの悲劇はユダヤ人だけのものではないと語っている。
なお、ブローベルはその戦争犯罪に対してニュルンベルク継続裁判のアインザッツグルッペン裁判において絞首刑を宣告され、1951年6月に執行された。

## 解放後
1943年11月6日、ソヴィエト赤軍がキーウを占領すると、シレツ強制収容所はドイツ人捕虜の収容所に転用された。この収容所は1946年まで使用された後に解体された。
1950年代、1960年代の都市開発により、バビ・ヤール周辺には公園や集団住宅が建設され、また付近でのダム建設により生じた廃土によって峡谷は埋まっていった。このダムは1961年に決壊して土砂崩れを引き起こし、多くの死者を出す結果となった(クレフニカ土砂崩れ)。

## 記念
バビ・ヤールの悲劇について、ソヴィエトの指導者たちはユダヤ人虐殺という側面を強調することを厭い、キーウ市民およびソ連国民全体に対する犯罪として扱った。1943年12月25日付けのナチスの犯罪検証のための特別委員会の報告書草稿は、検閲によって1944年2月の公表時には次のように書き換えられていた。
| 草稿 | 最終版 |
| --- | --- |
| 「ヒットラー主義の無法者がユダヤ市民の大量殺戮を行った。彼らは、全てのユダヤ人は1941年9月29日にメルニコフ通りとドクテレフ通りの交差点に集合し、その際に書類、金銭、貴重品を持参する必要があると通知した。虐殺者たちは彼らをバビ・ヤールへ連行し、その所持品を強奪し、彼らを銃殺した。」 | 「ヒットラー主義の無法者は数多の市民をメルニコフ通りとドクテレフ通りの交差点に連行した。虐殺者たちは彼らをバビ・ヤールへ連行し、その所持品を強奪し、彼らを銃殺した。」 |

バビ・ヤールの記録遺産は2023年に世界の記憶に登録された。

### 文学と音楽、映画
ゼエヴ・ジャボチンスキーの伝記作家として知られる歴史家ジョセフ・シェクトマンは、1961年の著作 Star in Eclipse: Russian Jewry Revisited においてバビ・ヤールの虐殺を扱った。1966年には、キーウ出身のアナトリー・クズネツォフが、検閲を受けつつも、ソヴィエトの文学月刊誌『ユーノスチ』 (Юность) に『バービイ・ヤール：小説ドキュメント』 (Бабий яр. Роман-документ) を掲載した。クズネツォフは1943年、14歳の時より戦争時の回想を書き始め、証言や資料を集めて書きためていった。1968年に英国へ亡命した際には、未検閲原稿の35ミリ写真フィルムを持ち出すことに成功し、1970年に未検閲版が西側で出版された。
1985年にはヴィタリ・コロティチによるドキュメンタリー映画『バビ・ヤール：歴史の教訓』が、2021年にはセルゲイ・ロズニツァ監督の映画『バビ・ヤール BABI YAR. CONTEXT』が制作された。
バビ・ヤールでのユダヤ人虐殺は数多くの芸術作品の題材ともなっている。1945年にはドミトロ・クレバノフは「バビ・ヤールの犠牲者の思い出に」という表題の交響曲第1番を作曲した。　1961年、ロシアの詩人エフゲニー・エフトゥシェンコは『バビ・ヤール』を書き、すぐにドミートリイ・ショスタコーヴィチの交響曲第13番に取り入れられた（1962年初演）。2006年にはドミトゥロ・パヴリチコの詩に基づき、ウクライナ人作曲家エヴン・スタンコヴィチがオラトリオを作曲した。

### バビ・ヤール周辺の記念碑

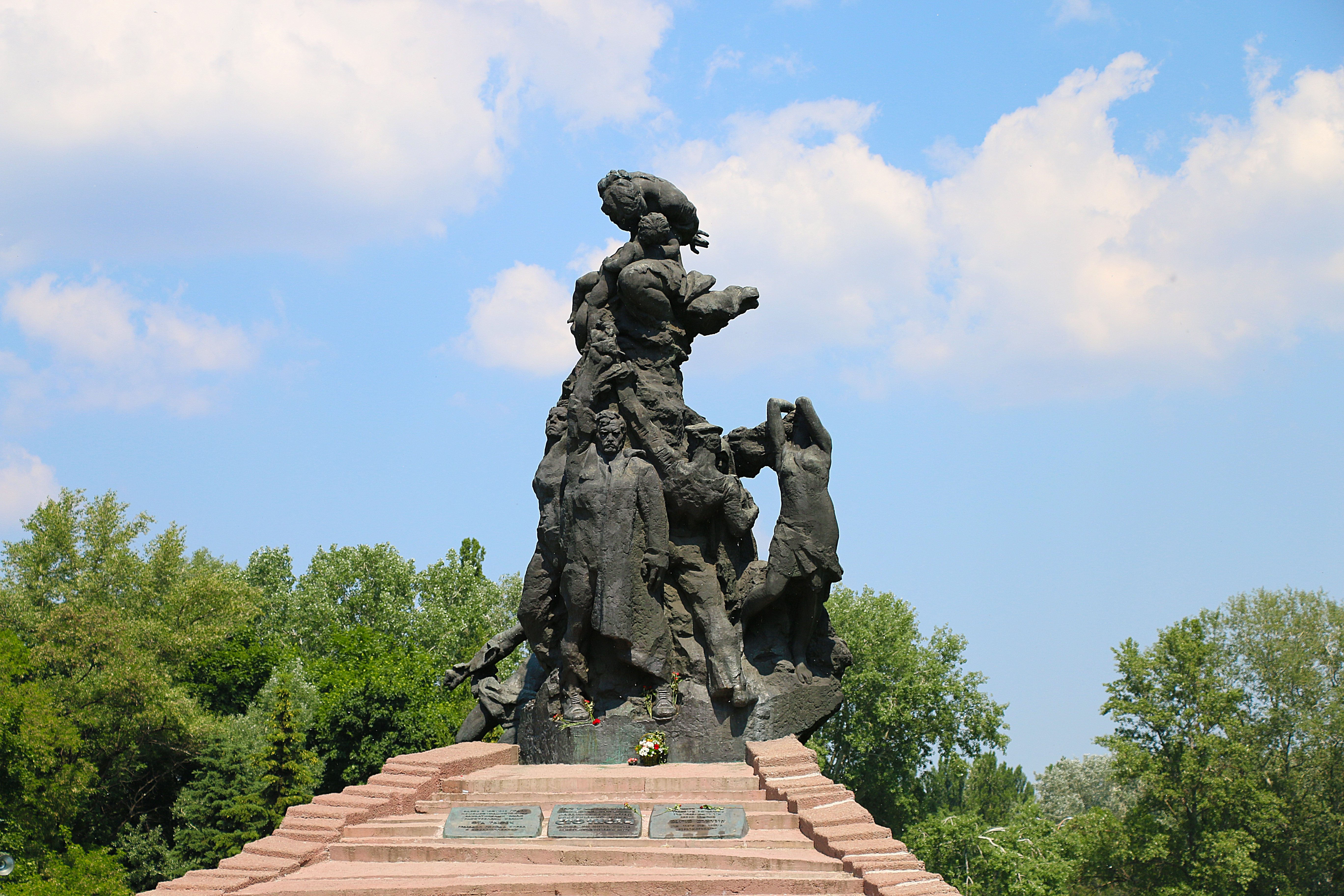
1976年に設置されたバビ・ヤール虐殺の慰霊碑

バビ・ヤールでは1976年に虐殺されたソヴィエト市民の追悼碑が公式に建設されたが、ユダヤ人犠牲者を追悼する記念碑の建設は幾度か計画されたもののいずれも却下された。こうした個々の犠牲者の建設が認められたのは1991年のソビエト連邦の崩壊以降である。
現在バビ・ヤール周辺に建てられている追悼碑には次のようなものがある（網羅的に取り上げてはいない）。
- バビ・ヤールでドイツ人に銃殺されたソヴィエト市民と捕虜の記念碑（1976年7月公開）
- バビ・ヤールで虐殺されたユダヤ人を記念するメノーラー形の記念碑（1991年9月29日公開）
- 1942年に殺害されたウクライナ民族主義者621人を記念する木造の十字架（1992年建設）
- 1941年11月6日に、反ドイツ扇動の科で銃殺されたウクライナ正教会司祭2人の殺害場所を示すオークの十字架（2000年建設）
- バビ・ヤールで殺害された子供たちの記念碑（2001年公開、ドロホジチ地下鉄駅近く）
- 建設予定であったユダヤ人コミュニティセンターの予定地を示すダビデの星形の石（2001年設置。ただしコミュニティセンター建設は活動目的や建設地への反対などにより延期された）
- 東方労働者（オストアルバイター）と強制収容所囚人の記念碑（2005年建設、ドロホジツカ通りとオランジェリーナ通り交差点）
- 1961年ダム決壊災害の記念碑（2006年建設）

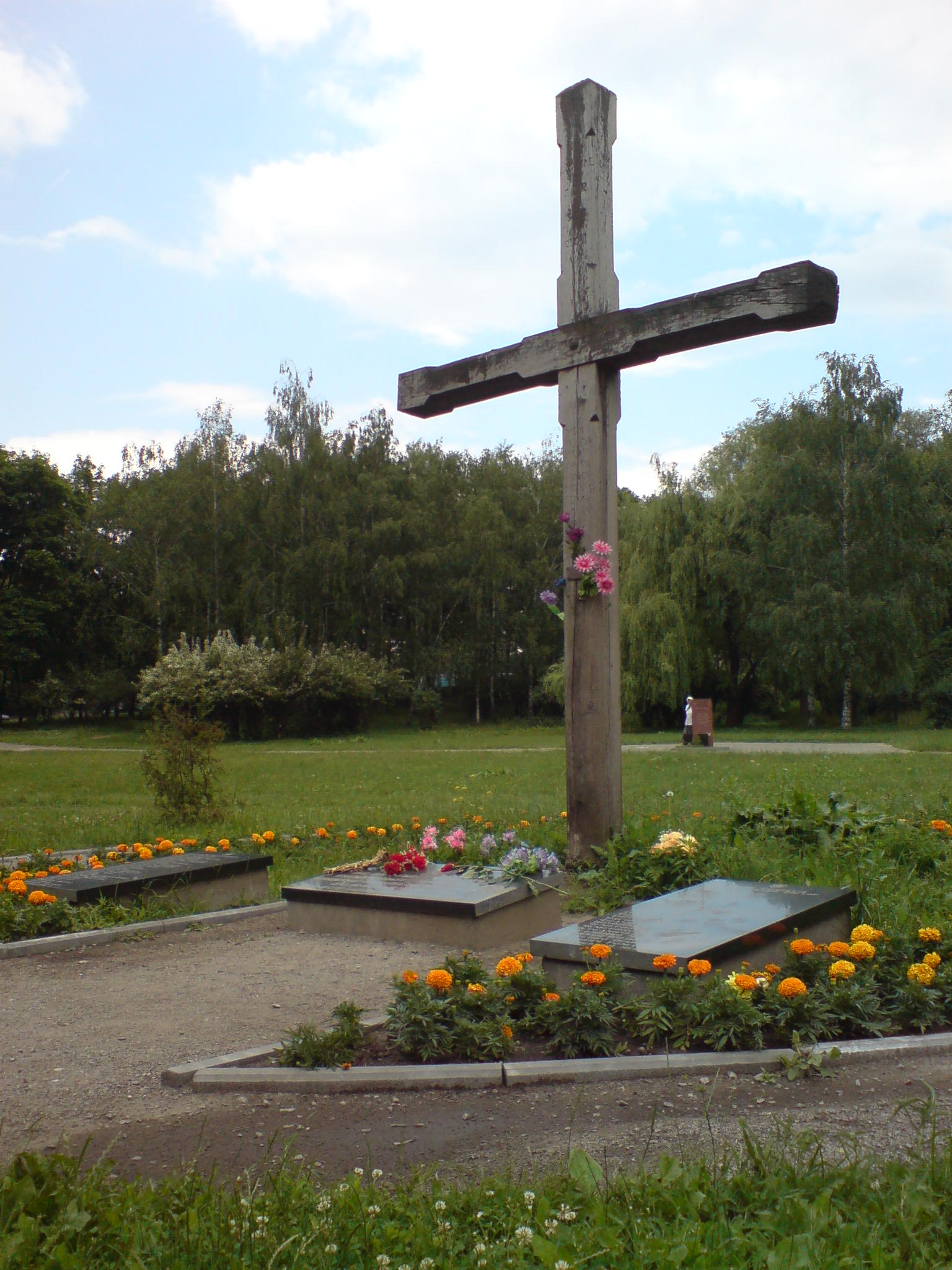
1942年に殺害されたウクライナ民族主義者621人を記念する木造の十字架（1992年）
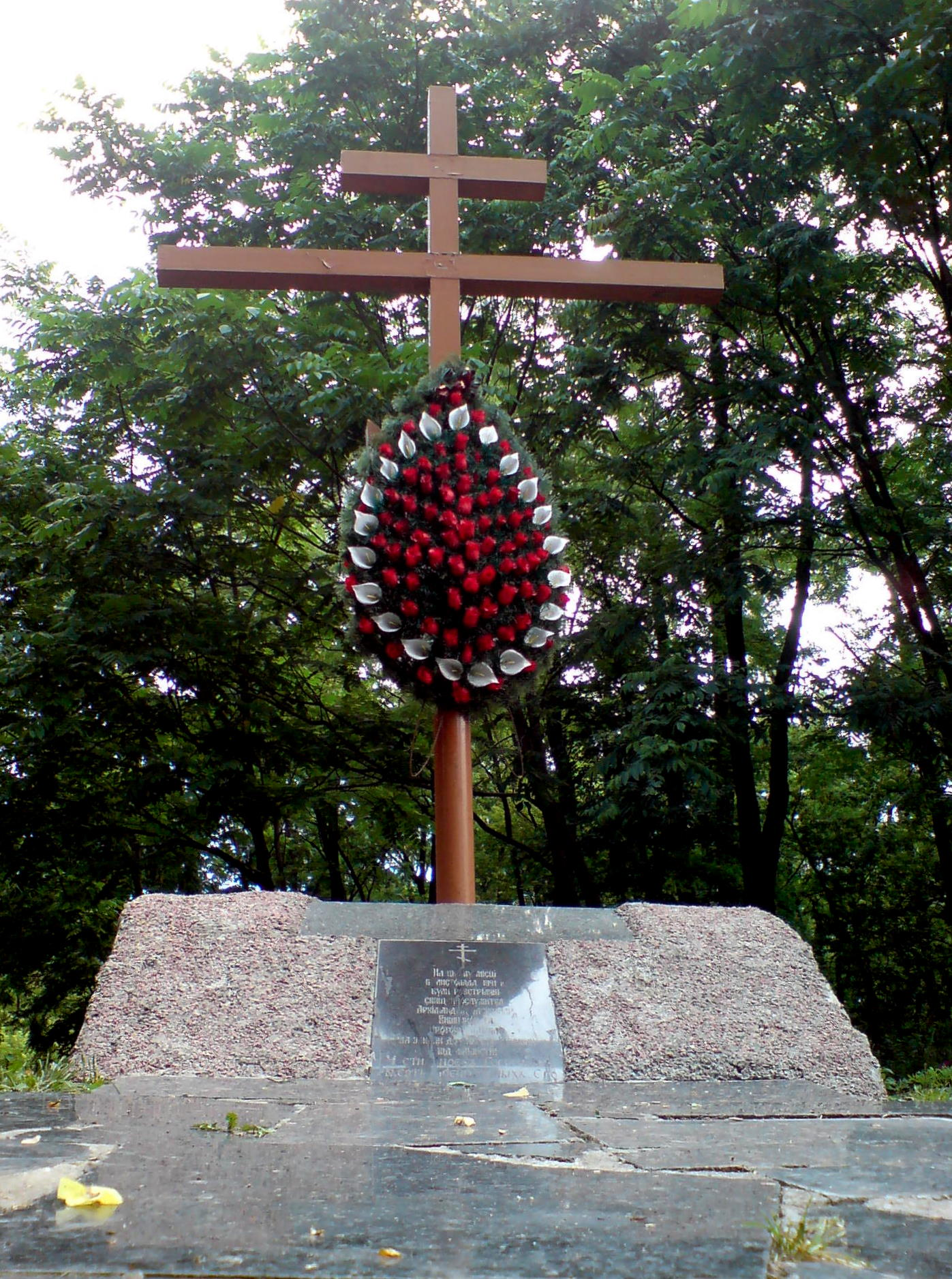
1941年11月に殺害された正教会司祭2人の殺害場所に建つ十字架（2000年）

ほかに、バビ・ヤール峡谷で殺害されたロマのための記念碑の建設が提案されているが、資金および政府の支援を十分集めるには至っていない。

#### 記念碑への冒涜・破壊
2006年7月16日にユダヤ人犠牲者追悼碑が一部破壊される事件が発生した。ウクライナ外務省はこの破壊行為を非難する声明を出している。
2022年2月24日、ロシア連邦がウクライナ侵攻を開始。同月26日の米国『ワシントン・ポスト』によれば、ウクライナのヴォロディミル・ゼレンスキー大統領とアンドリー・イェルマーク大統領府長官は、電波塔を狙ったと見られるロシアのミサイルがバビ・ヤール記念碑に命中し、5人が死亡したと報告したとされる。ゼレンスキー大統領はツイッターで「バビ・ヤールの同じ場所に爆弾が落とされたのに世界が沈黙しているとしたら、80年間”二度は無い”と言い続けてきた意味があるのだろうか？少なくとも5人が殺された。歴史は繰り返す...。」と述べ、イェルマーク大統領府長官もツイッターで「ミサイルがバビ・ヤール記念碑のある場所に命中した！ホロコーストの犠牲者が再び殺されている！」と述べた。
同年3月1日、『THE TIMES OF ISRAEL』によれば、ロシア軍によるウクライナの電波塔に対するミサイル攻撃によって隣接するバビヤール地域にも被害が出たとして、ホロコースト記念館ヤド・ヴァシェムはロシアを強く批判し、また、イスラエルのヤイル・ラピッド外相やディアスポラ事務担当相のナフマン・シャイは空爆を行ったのがロシアだと明言するのを避けながらも攻撃を批判したとされる。
ロシア大統領評議会議員のアレクサンダー・セメノビッチ・ブロドは、西側メディアの報道が「冷笑的で下品な偽物」であると判明したと主張した。ブロドは「今回の事例はロシアの信用を傷つける典型的手法に当て嵌る。まったく異なる時間と場所で撮影された動画が使用され偽物が作成されている。」と述べた。
同年3月4日、『THE TIMES OF ISRAEL』は記事の中でゼレンスキー大統領が国際社会に向けてロシアの爆撃とユダヤ人虐殺を関連付けて語る事に関し、「大統領は自分がユダヤ人だというルーツを強調し、ユダヤ人の共感を集める為に通常の推定より遥かに大きな虐殺被害者数を引用したり、バビ・ヤールの様に完全に正確ではない表現を用いる事がある。」「誤った情報は人気を集めたいリーダーにとって強力なツールにもなり得る。」として批判的に分析する一方で、「ユダヤ人の視点を用いているが、それは絶対に正しい。詳細に拘ると重要な問題を見逃す。バビ・ヤールは直接攻撃されなかったが、ロシアからの攻撃の危険に比べれば、それは悪い事ではない。」「ロシアのプロパガンダに対抗する必要があり、彼の努力について不誠実な事は何もない。世界はクレムリンの独裁者について知る必要がある。」として擁護する意見も掲載した。

### その他の記念
1982年にアメリカ合衆国コロラド州デンバーにバビ・ヤール大虐殺を記念する公園が建設された。デンバー市およびデンバー郡によって管理されており、毎年9月29日には追悼行事が行われ、ロシアや旧ソヴィエト連邦からの移民たちを中心に追悼の場として利用されている。
イスラエルではギヴァタイムのナハラ・イチャク墓地にバビ・ヤール犠牲者の記念碑がある。ホロコーストを記念するヨム・ハショアーの日に行事が行われる。